# Lantania
Lantania es un grupo español de ingeniería, construcción y mantenimiento de infraestructuras, que opera en los sectores de obra civil, edificación, agua y energía.

## Historia
El grupo inició formalmente su actividad a principios de 2018 con la adquisición en España de las unidades de negocio de construcción, agua y energía de la extinta Isolux Corsán. Posteriormente, en 2019, adquirió el área de obra pública del Grupo Velasco, y en el 2020 el negocio de agua de Soil Tratamiento de Aguas Industriales.
Lantania ha participado en la construcción de varios tramos de las líneas de alta velocidad a Galicia y de la Y vasca, además de la electrificación ferroviaria del AVE a Extremadura y en el mantenimiento del sistema eléctrico ferroviario, así como en grandes obras de infraestructura hidráulica, como la presa de Almudévar o la EDAR de Nerja,) y viaria (variante de Lucena). o la ampliación de la A-66

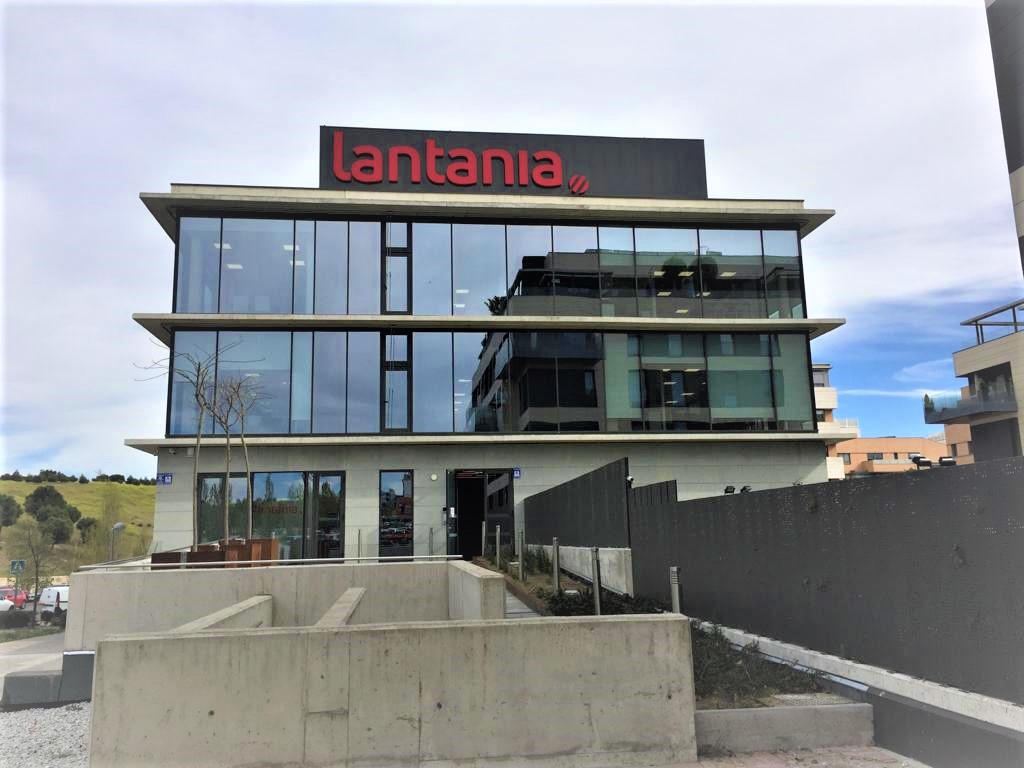
Oficinas

## Áreas de negocio
La actividad de Lantania se organiza en torno a cinco áreas de negocio:
- Infraestructuras
- Energía
- Agua
- Edificación
- Servicios